# Список Героев Украины/К
В настоящем списке в алфавитном порядке представлены люди, получившие почётное звание Герой Украины, чьи фамилии начинаются с буквы «К».
- Список содержит информацию о дате указа присвоения почётного звания, роде деятельности награждённых и годах их жизни.

## Список людей, фамилии которых начинаются с «К»
| №  | Фамилия, Имя Отчество             | Дата Указа | Деятельность | Годы жизни              |
| -- | --------------------------------- | ---------- | --- | ----------------------- |
| 1  | Каденюк, Леонид Константинович    | 03.12.1999 | Первый космонавт независимой Украины | 28.01.1951 - 31.01.2018 |
| 2  | Казаков, Валерий Николаевич       | 14.01.2008 | Ректор Донецкого национального медицинского университета имени М. Горького, доктор медицинских наук, академик АМН Украины, Донецк                                               | 15.01.1938 - 05.05.2019 |
| 3  | Карасик, Юрий Михайлович          | 23.06.2009 | Председатель наблюдательного совета акционерного общества "Племенной завод «Агро-регион», Киевская область                                                                      | род. 27.07.1939         |
| 4  | Качура, Александр Степанович      | 23.05.2002 | Глава правления Государственной акционерной холдинговой компании «Артём», Киев                                                                                                  | род. 01.01.1935         |
| 5  | Кива, Дмитрий Семенович           | 21.08.2009 | Генеральный конструктор государственного предприятия «Авиационный научно-технический комплекс имени О. К. Антонова», Киев                                                       | род. 08.10.1942         |
| 6  | Кириченко, Раиса Афанасьевна      | 31.10.2003 | Народная артистка Украины | 14.10.1943—09.02.2005   |
| 7  | Кирпа, Георгий Николаевич         | 23.04.2002 | Генеральный директор Государственной администрации железнодорожного транспорта Украины                                                                                          | 20.07.1946—27.12.2004   |
| 8  | Китастый, Григорий Трофимович     | 25.11.2008 | Бывший дирижер и руководитель Украинской капеллы бандуристов имени Тараса Шевченко в США (посмертно)                                                                            | 17.01.1907—06.04.1984   |
| 9  | Кличко, Виталий Владимирович      | 31.12.2004 | Чемпион в супертяжелом весе самой престижной версии профессионального бокса Всемирной боксерской конфедерации (WBC)                                                             | род. 19.07.1971         |
| 10 | Клочкова, Яна Александровна       | 18.08.2004 | Многократная олимпийская чемпионка по плаванию, Киев | род. 07.08.1982         |
| 11 | Кнышов, Геннадий Васильевич       | 10.11.2004 | Директор Института сердечно-сосудистой хирургии имени Н. М. Амосова, доктор медицинских наук, академик АМН Украины, член-корреспондент НАН Украины, Киев                        | 06.08.1934 - 01.11.2015 |
| 12 | Кобзаренко, Анастасия Степановна  | 19.08.2009 | Генеральный директор государственного учреждения «Национальная библиотека Украины для детей», Киев                                                                              | 08.05.1934 - 31.07.2022 |
| 13 | Коваленко, Алла Арестовна         | 16.10.2008 | Генеральный директор акционерного общества «Харьковская бисквитная фабрика» | род. 16.05.1948         |
| 14 | Козловский, Альфред Иванович      | 14.09.1999 | Генеральный директор акционерного общества «Нижнеднепровский трубопрокатный завод», Днепропетровская область                                                                    | 14.09.1929 - 24.01.2013 |
| 15 | Козявкин, Владимир Ильич          | 21.08.2001 | Директор Института проблем медицинской реабилитации и реабилитационного центра «Элита», доктор медицинских наук, профессор, Трускавец, Львовская область                        | 09.06.1947 - 16.12.2022 |
| 16 | Колесса, Николай Филаретович      | 21.01.2002 | Композитор, профессор Львовской национальной музыкальной академии имени Н. В. Лысенко                                                                                           | 06.12.1903—08.06.2006   |
| 17 | Команов, Владимир Геннадиевич     | 29.08.2002 | Заместитель генерального конструктора Государственного конструкторского бюро «Южное» имени Н. К. Янгеля — директору программы «Морской старт», Днепропетровск                   | 19.06.1938 - 12.12.2019 |
| 18 | Коноплёв, Андрей Анатольевич      | 12.12.2018 | украинский военный, участник конфликта на востоке Украины. | 29.04.1977—23.01.2015   |
| 19 | Конюхов, Станислав Николаевич     | 12.04.2004 | Генеральный конструктор — генеральный директор Государственного конструкторского бюро «Южное» имени М. К. Янгеля, Днепропетровск                                                | 12.04.1937 - 03.04.2011 |
| 20 | Копичай, Иван Васильевич          | 15.03.2002 | Генеральный директор товарищества «Дружба», Покровский район Днепропетровской области                                                                                           | 24.04.1937 - 07.08.2009 |
| 21 | Корост, Татьяна Михайловна        | 16.11.2004 | Директор общества «Агрофирма „Маяк“», Котелевский район Полтавской области | род. 13.01.1954         |
| 22 | Коросташов, Александр Григорьевич | 19.01.2002 | Глава правления сельскохозяйственного производственного кооператива «Родина», Котелевский район Полтавской области                                                              | 22.01.1942 - 03.04.2021 |
| 23 | Костюк, Платон Григорьевич        | 16.05.2007 | Советник Президиума Национальной академии наук Украины, директор Института физиологии имени А. А. Богомольца НАН Украины, доктор биологических наук, академик НАН Украины, Киев | 20.08.1924—10.05.2010   |
| 24 | Костюченко, Михаил Иванович       | 04.08.2004 | Начальник цеха Акционерного общества «Криворожский горно-металлургический комбинат „Криворожсталь“», Днепропетровская область                                                   | 30.09.1930 - 09.01.2021 |
| 25 | Косюк, Юрий Анатольевич           | 20.08.2008 | Председатель правления акционерного общества «Мироновский хлебопродукт», Киевская область                                                                                       | род. 27.05.1968         |
| 26 | Кравчук, Леонид Макарович         | 21.08.2001 | Народный депутат Украины | 10.01.1934 - 10.05.2022 |
| 27 | Криворучко, Анатолий Тихонович    | 18.03.2002 | Директор товарищества «Агрофирма „Новый путь“», Боровской район Харьковской области                                                                                             | 12.02.1947 - 06.01.2014 |
| 28 | Крижовачук, Олег Петрович         | 23.08.2007 | Директор общества «Украина», Подволочисский район Тернопольской области | род. 23.05.1954         |
| 29 | Крюкова, Нила Валериевна          | 20.08.2008 | Народная артистка Украины, Киев | 14.11.1943 - 05.10.2018 |
| 30 | Кудревич, Александр Андреевич     | 16.11.2004 | Генеральный директор аграрно-арендного предприятия «Заря», Красноградский район Харьковской области                                                                             | род. 04.06.1952         |
| 31 | Кукурба, Александр Васильевич     | 14.04.2022 | Майор ВВС Украины | 1994—2022               |
| 32 | Куратченко, Михаил Витальевич     | 08.12.2022 | Полковник Национальной полиции Украины | 1979—2022               |